# Eczacıbaşı
Eczacıbaşı Holding è un gruppo industriale turco fondato nel 1942 dalla famiglia Eczacıbaşı.
Il gruppo possiede circa 38 società, che spaziano dal settore farmaceutico a quello dei materiali per l'edilizia, dai prodotti di consumo alla finanza.